# Domenico Margiotta
Domenico Margiotta, né à Palmi (Royaume des Deux-Siciles) le 12 février 1858 et mort à une date inconnue, est un ancien franc-maçon.

## Biographie

### Titres maçonniques
Dans ses livres, Margiotta se pare de nombreux titres maçonniques:
Ex-Secrétaire de la Loge Savonarola, de Florence; ex-Vénérable de la Loge Giordano Bruno, de Palmi ;
Ex-Souverain Grand Inspecteur Général, 33" degré, du Rite écossais ancien et accepté
Ex-Souverain Prince de l'Ordre (33* ."., 90" .'., 95° .".), du Rite de Memphis-Misraïm ;
Ex-Membre Effectif du Souverain Sanctuaire de l'Ordre Oriental de Memphis et Misraïm, de Naples ;
Ex-Inspecteur des Ateliers Misraïmites des Calabres et de la Sicile ;
Ex-Membre d'Honneur du Grand Orient National d'Haïti et son Garant d'Amitié près le Souverain Sanctuaire de Naples ;
Ex-Membre actif du suprême Conseil fédéral de Naples (Rite écossais ancien et accepté);
Ex-Inspecteur Général de toutes les Loges maçonniques des 3 Calabres ;
Ex-Grand-Maître advitam de l'Ordre Maçonnique Oriental de Misraïm ou d'Égypte (90 .".), de Paris ;
Ex-Commandeur de l'Ordre des Chevaliers Défenseurs de la Maçonnerie Universelle ;
Ex-Membre d'Honneur ad vitam du Suprême Conseil Général de la Fédération italienne, de Palerme ;
Ex-Inspecteur permanent et souverain délégué au Grand Directoire Central de Naples pour l'Europe (Haute-maçonnerie universelle).
Il aurait également été Docteur ès-lettres et philosophie.
Il désigne l'évêque et auteur antimaçonnique Amand-Joseph Fava comme ayant provoqué son retour à la foi catholique de son enfance.

### Thèses
Ses livres ont repris les accusations de Léo Taxil (notamment sur les pratiques palladiques et sur Albert Pike qui en aurait été l'initiateur) et ont violemment accusé le maître maçon italien Adriano Lemmi, ancien Grand-Maître du Grand Orient d'Italie, de satanisme et de sorcellerie, accusations qui ont été dénoncées par la suite comme étant sans fondement. Il s'en prend également à l'homme d'État italien Francesco Crispi dans un autre ouvrage pamphlétaire.

## Dans la littérature
Domenico Margiotta fait partie de la trame du roman d'Umberto Eco, Le Cimetière de Prague.

## Publications
- Souvenirs d'un trente-troisième : Adriano Lemmi, chef suprême des francs-maçons, avec une préface du Dr Bataille (Pseudonyme collectif de Léo Taxil et du Docteur Charles Hacks) et une lettre de Mgr Amand-Joseph Fava, Delhomme et Briguet, 1894. Texte en ligne
- Le Palladisme : Culte de Satan-Lucifer dans les triangles maçonniques, H. Falque, Grenoble, 1895.
- Le Culte de la nature dans la franc-maçonnerie universelle, Grenoble, H. Falque, [1896].
- Francesco Crispi, son œuvre néfaste, Grenoble, H. Falque, 1896.